# Susan Rice
Pour les personnes ayant le même patronyme, voir Rice.
Susan Rice, née le 17 novembre 1964 à Washington, D.C., est une haute fonctionnaire américaine. Spécialiste en politique étrangère, elle est ambassadrice auprès des Nations unies de 2009 à 2013 puis conseillère à la sécurité nationale de 2013 à 2017 sous la présidence de Barack Obama. 
De 2021 à 2023, elle est directrice du Conseil de la politique intérieure des États-Unis sous la présidence de Joe Biden.

## Biographie

### Jeunesse et formation
Susan Rice naît et grandit à Washington auprès de ses parents Emmet J. Rice, professeur d'économie à l'université Cornell et ancien gouverneur de la Réserve fédérale et Lois Dickson Fitt, une universitaire dans les sciences de l'éducation. Elle reçoit une bourse Harry S. Truman (en) (bourse fédérale d'études) qui lui permet d'étudier à l'université Stanford où elle est diplômée en histoire en 1986, puis à l'université d'Oxford, d'où elle obtient un doctorat en relations internationales. 
Devenue l'une des assistantes en politique étrangère lors de la campagne du candidat démocrate Michael Dukakis lors de l'élection présidentielle de 1988, elle intègre ensuite le cabinet de conseil McKinsey & Company, travaillant pour le bureau de Toronto.

### Administration Clinton
À partir de 1993, elle travaille dans l'administration Clinton, comme directrice des organisations internationales et du maintien de la paix au Conseil national de sécurité de 1993 à 1995, puis en tant qu'assistante spéciale du président et directrice senior des Affaires africaines de 1995 à 1997.
En 1997, la secrétaire d'État Madeleine Albright, mentor de Rice et amie de sa famille, presse Bill Clinton de la nommer comme secrétaire d'État adjointe aux Affaires africaines. Rice n'est pas alors le premier choix des chefs du Caucus noir du Congrès qui la voient comme faisant partie de l'« élite noire assimilationniste de Washington » mais elle fait grande impression lors de son audition au Sénat qui la confirme à son poste, qu'elle conserve jusqu'à la fin de la présidence Clinton.

### Administration Obama
En 2008, elle est l'une des principales conseillères de Barack Obama durant sa première campagne présidentielle. Après son élection, celui-ci la désigne le 1er décembre 2008 pour être son ambassadrice auprès des Nations unies. À la suite de sa confirmation unanime par le Sénat, elle entre en fonction le 22 janvier 2009. Un moment pressentie pour succéder à Hillary Clinton au poste de secrétaire d'État, elle renonce le 15 décembre 2012, étant considérée comme « pas assez consensuelle », notamment par les républicains et pour ses déclarations controversées (elle a parlé d'un « débordement populaire ») à la suite de l'assassinat de l'ambassadeur américain J. Christopher Stevens en Libye, en septembre de la même année,. Certains observateurs politiques parlaient toutefois d'elle comme d'une candidate potentielle à la succession d'Obama à la présidence. 
Le 5 juin 2013, Thomas E. Donilon annonce sa démission de ses fonctions de conseiller à la sécurité nationale et Susan Rice est appelée à lui succéder. Elle prend ses fonctions le 1er juillet 2013 suivant et y reste jusqu'à la passation de pouvoirs du 20 janvier 2017.

### Administration Biden
Joe Biden envisage de la désigner comme candidate à la vice-présidence pour l'élection présidentielle de 2020 mais il choisit finalement pour cette fonction Kamala Harris. Après sa victoire, elle est désignée pour devenir directrice de l'United States Domestic Policy Council (en) ; elle entre en fonction le 20 janvier 2021.

### Vie privée
Susan Rice est mariée à Ian Officer Cameron, un producteur de télévision d'origine canadienne dont elle a deux enfants. Elle n'a aucun lien de parenté connu avec Condoleezza Rice.